# Already It Is Dusk
Already It Is Dusk (Dariusz Przybylski Plays Hammond Organ) (z ang. "Już zmierzch") – album polskiego organisty Dariusza Przybylskiego, który ukazał się 7 września 2017 pod szyldem Requiem Records. Przybylski zagrał tu na oryginalnym modelu organów Hammonda E100 z 1968 roku. Muzykowi towarzyszą kontratenor Jan Jakub Monowid oraz perkusista Leszek Lorent. Płyta zdobyła Fryderyka 2018 w kategorii Album Roku - Recital Solowy.

## Lista utworów
- 01. John Cage - In a Landscape
- 02. Guillaume Dufay - Ave maris stella *
- Johann Sebastian Bach - French Suite No. 5 in G major, BWV 816
  - 03. I Allemande
  - 04. II Courante
  - 05. III Sarabande
  - 06. IV Gavotte
  - 07. V Bourrée
  - 08. VI Loure 
  - 09. VII Gigue
- 10. Andrzej Krzanowski - Relief II
- 11. Henry Purcell - An Evening Hymn *
- 12. Arvo Pärt - Fratres **
- 13. Wacław z Szamotuł - Modlitwa, gdy dziatki spać idą *
- 14. Henryk Mikołaj Górecki - Already It Is Dusk, Op. 62

## Wykonawcy
- Dariusz Przybylski – organy Hammonda (E100 z roku 1968)
- Jan Jakub Monowid – kontratenor *
- Leszek Lorent – perkusja **